# Jerzy Szyszkowski
Jerzy Szyszkowski herbu Ostoja (zm. 1633/4) – chorąży kaliski (1621-1628), kasztelan biechowski (1628-1633).

## Życiorys
Jerzy Szyszkowski należał do heraldycznego rodu Ostojów (Mościców). Jego rodzinę opisał Kasper Niesiecki w „Herbarzu polskim”. Przodkowie Szyszkowskiego wywodzili się z Szyszków (dziś Syski) w dawnym województwie sieradzkim. Był bratem stryjecznym bpa Marcina Szyszkowskiego i podkomorzego wieluńskiego Mikołaja Szyszkowskiego. Jego małżonką była Helena, córka Jana Rozdrażewskiego. Jerzy Szyszkowski sprawował w latach 1621-1628 funkcję chorążego kaliskiego a następnie w latach 1628-1633 był kasztelanem biechowskim. Szyszkowski posiadał liczne dobra ziemskie, m.in.: Russocice, Kamionka, Piorunów (dawniej Piorunowo), Kuny, Tury, Małoszyna (dawniej Małyszyna, Maliszyna), Międzylesie, Skarbki, Polichno (dawniej Polikno), Piersk (dawniej Piersko, Pierskowo), Plewnia (dawniej Plewień), Morawin, Zakrzyn (dawniej Zaksino, Zakszyn), Szadek.